# تاويالة
تاويالة بلدية بولاية الأغواط الجزائرية تابعة لدائرة بريدة.

## أصل التسمية
تاويالة لفظ بربري حرف عن التسمية الأصلية، فتاويالة كانت تسمى (تاوريرت).
وقد ذكر ابن خلدون لفظ تاوريرت في عدة مناسبات وهو يستعملها في تحديد الحدود الاجتماعية والإدارية للقبائل والدول في ذلك الوقت فلا يتكلم مثلا عن بني عامر من زغبة يقول (ومواطنهم بين تلمسان وتاوريرت ومن تاوريرت إلى بلاد درعة)

## جغرافيا

### الموقع
هي موجودة بعين الحمام غرب الخضراء، لها موقع استراتيجي، تقع في سفح جبل من الجهة الجنوبية ويمر بها وادي الخضراء في رافدين، الموقع يشرف على كافة الضواحي المحيطة.
ومن جهة الغيشة و آفلو.

## التاريخ والتراث
في أعلى الهضبة يوجد سرداب قيل أنه حمام معدني حيث الصخور الجيرية ذات الكهوف، نصادف هنا قطع الفخار وقشور يبض النعام، والفحم، وخلف الوادي في الشمال تبدو مقبرة عتيقة، بهذا الوادي عدة زراعات.تاويالة قديمة قدم مدينة تلمسان.
وتاويالة من أقدم القصور الموجودة بجبل عمور وهي الوحيدة التي لا زالت قائمة، حيث جميع القصور هجرت ولم يبق سوى أثارها، ولعل سر بقائها يعود إلى تواجدها في منطقة صعبة المسالك هي بمثابة غور. وتحيد بها الجبال من كل جهة، وغنى المنطقة بالماء رشحها للبقاء وأيضا تواجد هذا القصر على إحدى كبريات ممرات العبور للأعراب الرحل.
قصر تاويالة لعب دورا هاما في تخزين احتياطي الرحل من القمح والشعير عند التوجه إلى الصحراء تاويالة الحديثة حسب المعطيات بنيت في القرن السابع عشر على بئر يقع في الضفة الشرقية للوادي أما نحن فنرى أن قصر تاويالة قبل هذا التاريخ بكثير ذلك لان القصور المتواجدة عبر جبال العمور تعزى إلى القبائل البربرية خاصة بني راشد الذين تراجعوا إلى المرتفعات الوهرانية بغليزان ومعسكر.

## السكان
وقبائل سنجاس الذي ذابوا داخل المجتمع الدخيل من قبائل العمور الهلالية ويوضح ابن خلدون ذلك في قوله :
| تاويالة | وكانت تخوم بلاد زناته منذ غلبهم الهلاليون على إفريقيا وضواحيها.وأرض مصاب ما بين صحراء إفريقيا وصحراء المغرب الأوسط وبها قصور اتخذوها سميت باسم من ولي حطتها من شعوبهم | تاويالة |

تحكي أسطورة بأن تاويالة كانت مخبأ لكاهنة سيطرت على جبل لعمور تدعى "كارصيفة"، نصادف على مقروبة من تاويالة أطلال قصر لقليل وهو ملك جبل لعمور، وعلى هضبة من الجانب الأخر للوادي ظهرت بقايا قصر الشارف.
- قصر تاويالة العتيق يبدو بهيئة المستطيل طول جهتيه يتراوح ما بين 255 متر إلى 265 متر أما عرض جهتيه فيتراوح من 62، إلى 94 م، محدود بأسوار ارتفاعها حوالي 05 متر، نستطيع التوغل إلى داخل القلعة ببابين مزدوجين كالباب الغربي والباب الشرقي مزودين بمكان للحراسة.
- قصر القليل يوجد بين صخرتين عموديتين من الحجر الرملي فوق السد الذي يمون حدائق تاويالة.

ملاحظة:القصر القديم في حالة يرثى لها جراء السرقة رجاء أنقدوه(المسؤولون!!!)يجب التحسيس بقيمة هاته الكنوز.
- تاويالة كانت في وقت مضى القصر الأكثر أهمية في جبل العمور خاصة بالنسبة للأعراب الرحل كما أن قصرها الحصين كان الدرع الواقي من هجمات الأعراب كقبيلة الأحرار التي تقطن الحواشي الاستبسية من بلدية الشحمية حاليا وأيضا أعراب من الجنوب الغربي الوهراني يدعون <زقدو>
- الخضراء: هي قصر صغير لعب نفس الدور الذي لعبه قصر تاويالة وكان سكانه في سنة 1956 م لا يتعدى 186 ساكن يقع القصر هذا على نحو 05 كلم جنوب غرب تاويالة وعلى ضفاف نفس الوادي الذي يغذى حقول تاويالة، كانت حدائق الخضراء فيما مضى شبه مهملة، دورة الماء مرة في كل 26 يوما ومساحة الحقل هي ربع هكتار للمالك.

## رياضة
- مشعل بلدية تاويالة[4]

## وصلة خارجية
- بلديـة تاويالة